# Стемонуровые
Стемонуровые (лат. Stemonuraceae) — семейство цветковых растений порядка Падубоцветные (лат. Aquifoliales). Содержит 11-12 родов и около 80 видов.

## Ареал
Стемонуровые — тропические растения. Центр их разнообразия протянулся от Юго-Восточной Азии до Квинсленда в Австралии. В то же время некоторые виды найдены в неотропике, на Индийском субконтиненте и в Африке, включая Мадагаскар.

## Ботаническое описание
Одревесневшие растения: кустарники и деревья. Очерёдные, кожистые простые листья с черешками. Прилистников нет.
Двудомные растения, формируют цимозные соцветия. Цветки мелкие, без аромата, радиальносимметричные, 4- или 5-членные. Чашелистики в большей или меньшей мере свободны. Лепестки сросшиеся. Тычинки располагаются в один круг и имеют крепкие, всегда заметные опушённые тычиночные нити. Плодолистики срастаются, образуя общую верхнюю завязь с широким рубцом. 
Плод — костянка.

## Таксономия
Согласно The Plant List, к семейству Стемонуровые относятся 11 родов:
- Cantleya
- Codiocarpus
- Discophora
- Gastrolepis
- Gomphandra
- Grisollea
- Irvingbaileya
- Lasianthera
- Medusanthera
- Stemonurustypus
- Urandra

Иногда к ним относят также роды Whitmorea и Hartleya.